# 突破
| ウィキペディアには「突破」という見出しの百科事典記事はありません（タイトルに「突破」を含むページの一覧/「突破」で始まるページの一覧）。 代わりにウィクショナリーのページ「突破」が役に立つかもしれません。 |